# Diplocephalus uliginosus
Diplocephalus uliginosus là một loài nhện trong họ Linyphiidae.
Loài này thuộc chi Diplocephalus. Diplocephalus uliginosus được Kirill Yuryevich Eskov miêu tả năm 1988.